# Rhaphidostegium asperifolium
Rhaphidostegium asperifolium là một loài rêu trong họ Sematophyllaceae. Loài này được (Thwaites & Mitt.) A. Jaeger mô tả khoa học đầu tiên năm 1878.